# Geogarypus maroccanus
Geogarypus maroccanus är en spindeldjursart som beskrevs av Beier 1961. Geogarypus maroccanus ingår i släktet Geogarypus och familjen Geogarypidae. Inga underarter finns listade i Catalogue of Life.